# Rue Saint-Honoré
Rue Saint-Honoré är en gata i Paris första och åttonde arrondissement. Gatan är uppkallad efter den numera försvunna kollegiatkyrkan Saint-Honoré, helgad åt den helige biskopen Honorius av Amiens (död cirka år 600). Rue Saint-Honoré börjar vid Rue des Halles 21 och slutar vid Rue Royale 14.

## Bilder
| - Gatuskylt. - Helige Honorius av Amiens. - Kollegiatkyrkan Saint-Honoré på Plan de Turgot från år 1739. - Notre-Dame-de-l'Assomption. |

## Omgivningar
- Notre-Dame-de-l'Assomption
- Église de la Madeleine
- Saint-Roch
- L'Opéra Garnier
- Place Vendôme
- Palais-Royal

## Kommunikationer
- Tunnelbana – linjerna      – Châtelet
- Tunnelbana – linje  – Les Halles

### Webbkällor
- ”Rue Saint-Honoré”. Mairie de Paris. https://web.archive.org/web/20190905054220/http://www.v2asp.paris.fr/commun/v2asp/v2/nomenclature_voies/Voieactu/8860.nom.htm. Läst 26 oktober 2022.
- ”Rue Saint-Honoré”. Les rues de Paris. https://web.archive.org/web/20191220054551/http://www.parisrues.com/rues01/paris-01-rue-saint-honore.html. Läst 26 oktober 2022.